# Scoletoma elongata
Scoletoma elongata är en ringmaskart som först beskrevs av Treadwell 1931.  Scoletoma elongata ingår i släktet Scoletoma och familjen Lumbrineridae. Inga underarter finns listade i Catalogue of Life.